# 에른스트 폰 작센 선제후
에른스트(독일어: Ernst, 1441년 9월 17일 - 1486년 8월 26일)는 1464년부터 1486년까지의 작센 선제후이다.
에른스트는 작센 공작들 중 에른스트계 방계 가문의 시초자이자 창시자이며, 작센코부르크고타의 앨버트 직계 부계 조상이다.

## 생애

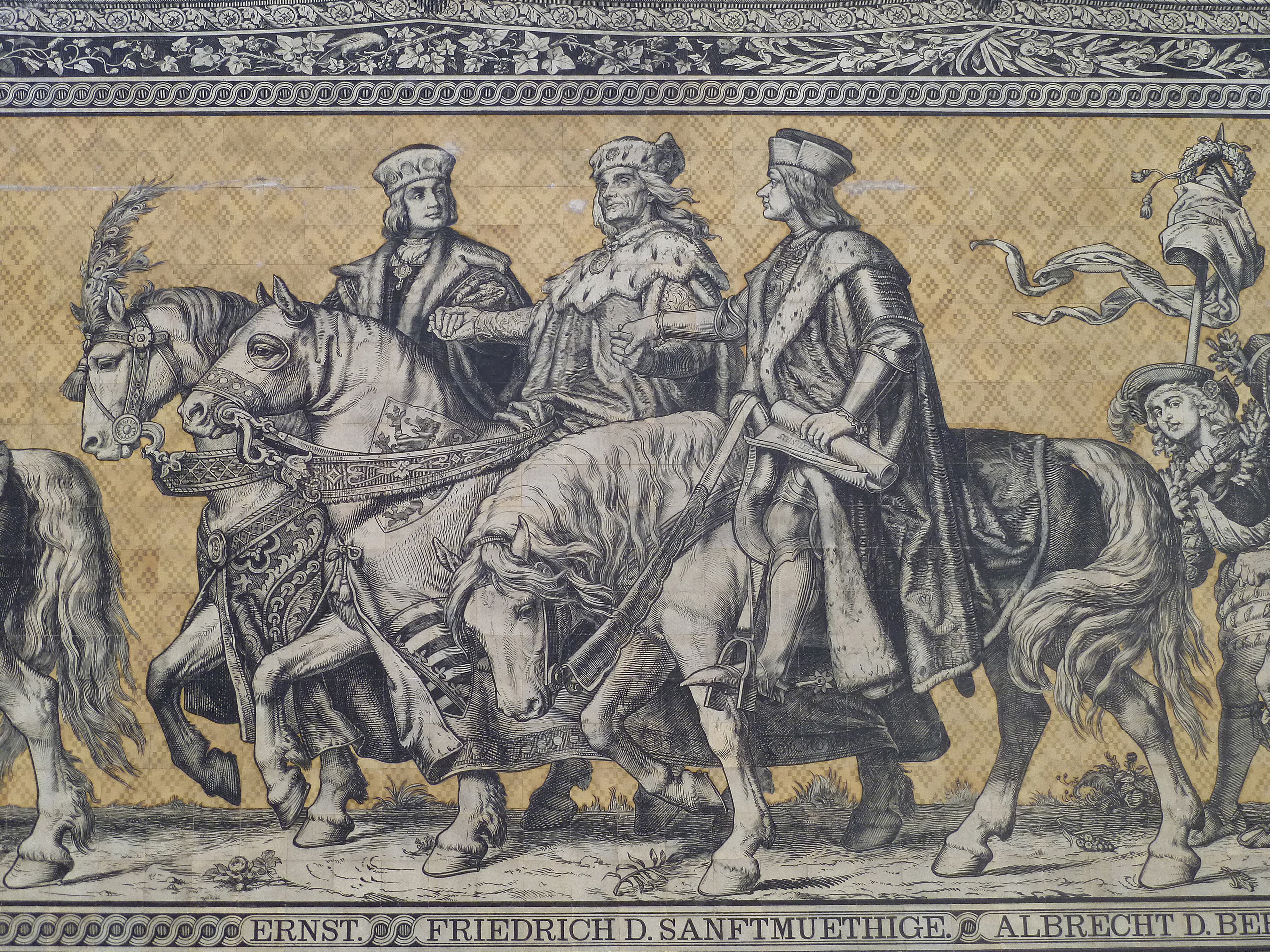
작센 선제후 에른스트 (1464년–1486년), 작센 선제후 프리드리히 2세 (1428년–1464년), 작센 공작 알브레히트 3세 (1486년–1500년); 독일 드레스덴 군주의 행렬

작센 선제후 프리드리히 2세와 신성 로마 제국의 황제 프리드리히 3세의 여동생 오스트리아의 마르가레타 사이에서 태어난 8명의 자녀중 차남(자식으로는 네 번째)이었다.
그의 형 프리드리히 (1451년)가 사망하면서 작센 선제후의 차기 법정 추정 상속인이 되었다.
1455년 동생 알브레히트와 함께 독일사에서 "Prinzenraub" (i.e. 공작 절도) 사건으로도 유명한 기사 쿤츠 폰 카우풍겐에게 납치당하였다.
1464년 아버지의 작센 선제후 자리를 계승했고, 1482년에 튀링겐을 합병시켰으며, 3년뒤 (라이프치히 조약에 그의 영토를 동생인 알브레히트와 공유하였고, 이는 공동 영토 분할을 할때까지 지속되었다.
라이프치히 조약에 따라 그는 비텐베르크 주변 지역, 튀링겐 남부 지역, 포크트란트, 플라이스네를란트의 일부를 받았다. 그는 거처로 비텐베르크를 택했다. 그는 비텐베르크에 부를 가져다주었고 헌법을 도입시켰다.
분할을 한지 1년만에 에른스트는 말에 떨어져 콜디츠에서 사망했다.

## 가족과 자녀
1460년 11월 19일 라이프치히에서 에른스트는 바이에른의 엘리자베트와 혼인했다. 그들은 7명의 자녀를 두었다:
1. 작센의 크리스티나 (1461년 12월 25일 – 1521년 12월 8일) - 1478년 9월 6일 덴마크의 왕 한스와 혼인.
1. 작센 선제후 프리드리히 3세 (1463년 1월 17일 – 1525년 5월 5일)
2. 에른스트 (1464년 6월 26일 – 1513년 8월 3일) - 마그데부르크 대주교 (1476년–1480년)이자 할버슈타트 주교 (1480년–1513년)
3. 아달베르트 (1467년 5월 8일 – 1484년 5월 1일) - 마인츠 관리자
4. 작센 선제후 요한 (1468년 6월 30일 – 1532년 8월 16일).
5. 마르가레타 (1469년 8월 4일 – 1528년 12월 7일) - 브라운슈바이크뤼네부르크 공작 하인리히 1세와 혼인.
6. 볼프강 (1473년 경 – 1478년 경)

## 참고 자료
- Trim, David J. B. (2003). 《The Chivalric Ethos and the Development of Military Professionalism》. BRILL. ISBN 978-9004120952.